# Sadaharu Horio

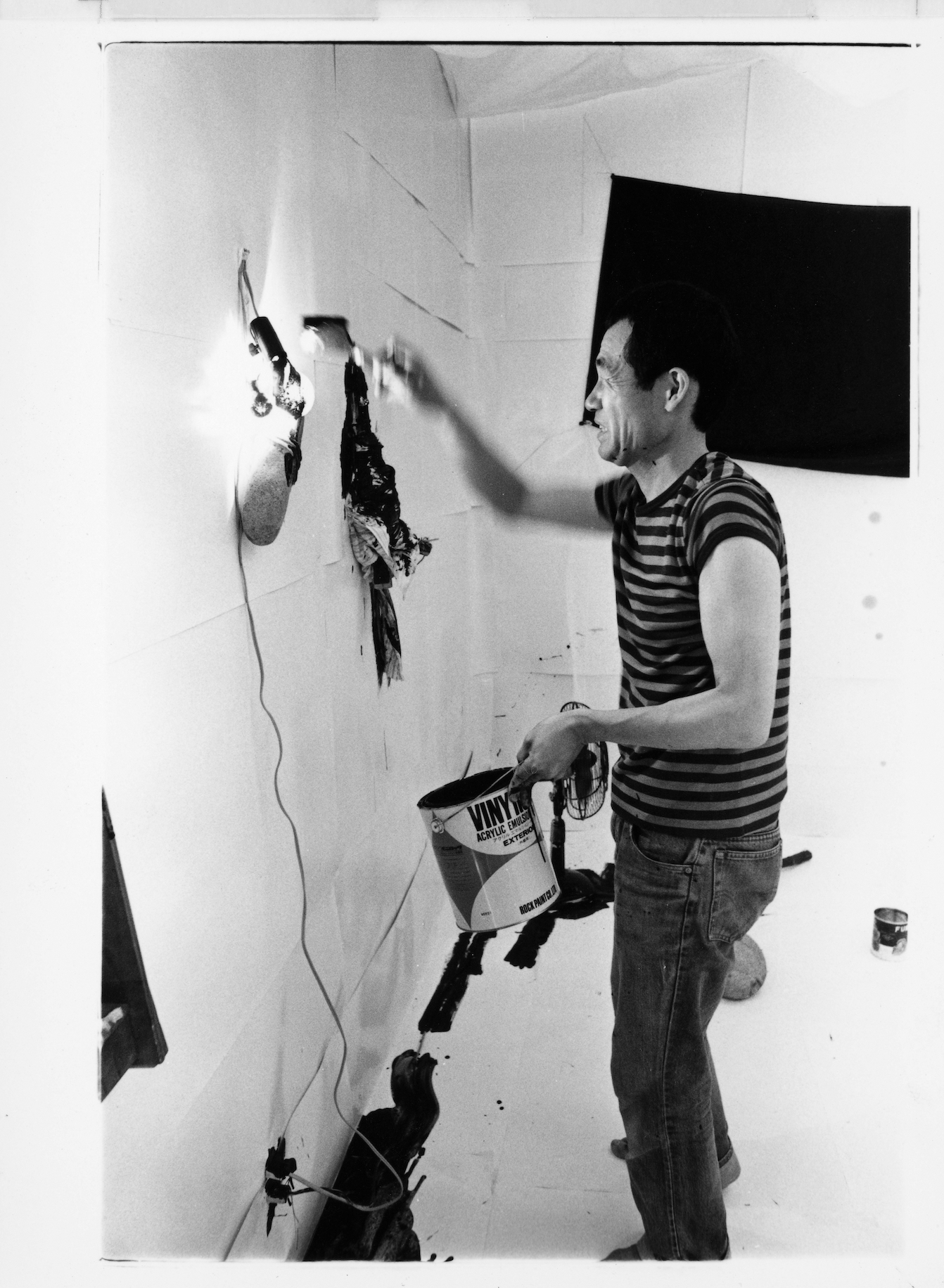
Sadaharu Horio

Sadaharu Horio (japanisch 堀尾 貞治 Horio Sadaharu; * 5. April 1939 in Kōbe; † 3. November 2018 ebenda) war ein japanischer Künstler, der als Maler, Performancekünstler und Mitglied der avantgardistischen Gutai Art Association eine bedeutende Rolle in der modernen Kunst Japans spielte. Von 1966 bis 1972 war er Mitglied der Gutai Art Association.

## Leben
Sadaharu Horio wurde 1939 in Kōbe geboren und begann seine künstlerische Laufbahn mit figurativen Arbeiten. In den 1950er Jahren nahm er an Ausstellungen im Ashiya City Museum of Art and History teil, wo er zum ersten Mal mit Mitgliedern der Gutai-Gruppe in Kontakt kam. Dieser Einfluss führte 1966 zu seinem Beitritt zur Gutai Art Association unter der Leitung des Mitbegründers Jirō Yoshihara. Sadaharu Horio war das jüngste Mitglied der Gruppe und trug entscheidend zu ihrer Entwicklung bei, indem er neue Ansätze in die Performance-Kunst und experimentelle Arbeiten einbrachte. Sadaharu Horio experimentierte mit alltäglichen Materialien und Techniken, die die Grenzen der traditionellen Kunst in Frage stellten. Ein bemerkenswertes Werk ist sein Projekt Ironuri (ab 1985), bei dem er, inspiriert von japanischen Lacktechniken, Schichten von Acrylfarbe auf Alltagsgegenstände auftrug. Er entwickelte auch interaktive Performances, darunter Art Vending Machine, bei der er in einem selbstgebauten „Kunstautomaten“ Zeichnungen auf Bestellung anfertigte und an das Publikum verteilte.
Sadaharu Horio gilt als Pionier der modernen Performancekunst in Kōbe und wurde für seinen innovativen Ansatz und seine partizipativen Arbeiten gefeiert. Er stellte international aus, unter anderem bei der Yokohama Triennale (2005), im Moderna Museet Stockholm (2012) und bei der Solomon-R.-Guggenheim-Museum-Ausstellung Gutai: Splendid Playground (2013) in New York.
Horio verstarb am 3. November 2018 in seiner Heimatstadt Kōbe.

## Werk
Sadaharu Horio ist vor allem für seine Performances und Workshops bekannt geworden, in denen er das Publikum in kollektive kreative Aktivitäten einbezog, sowie für seine Methoden, mit denen er in kurzer Zeit eine große Anzahl von Werken schuf. Er ist auch für sein Engagement in der alternativen Kunstszene der Region Kansai bekannt, das sich in zahlreichen künstlerischen Kooperationen und der Unterstützung lokaler Künstler und Galeristen niederschlug.
Als Mitglied von Gutai schuf Sadaharu Horio skulpturale Leinwände aus farbig bemalten Stoffen, die er in verschiedenen Formen arrangierte und befestigte. Nach der Auflösung von Gutai 1972 entwickelte Sadaharu Horio zunehmend experimentelle und prozesshafte Ansätze, die Performances, Installationen und Interventionen in der städtischen und natürlichen Umgebung umfassten. Der Akt des Farbauftrags spielte in diesen Arbeiten weiterhin eine zentrale Rolle, aber Sadaharu Horio nutzte Geschwindigkeit und Spontaneität, um seinen kreativen Prozess voranzutreiben. Mitte der 1980er Jahre begann Sadaharu Horio, jeden Tag eine Farbe auf Objekte aufzutragen, eine Methode, die er „ironuri“ (Farbauftrag) nannte und die zu einer signifikanten Veränderung der Form der ursprünglichen Objekte führte. 1997 entwickelte er seine „ippun dahō“-Methode (Ein-Minuten-Methode), bei der er innerhalb weniger Minuten mehrere Zeichnungen oder Gemälde hintereinander anfertigte, ein Verfahren, das er auch in seinen Performances weiter erforschte. In Anlehnung an die Gutai Card Box (1962) begann Sadaharu Horio 2002 mit der Produktion von ¥100-Yen-Bildern, bei denen Ausstellungsbesucher an einem Automaten für den Gegenwert von etwa einem Euro Zeichnungen erwerben konnten, in denen sich Sadaharu Horio oder seine Mitarbeiter versteckten und spontan zeichneten.
Im Rahmen seiner Einzelausstellung im Ashiya City Museum of Art & History im Jahr 2002 schuf Sadaharu Horio für jeden der 38 Tage eine Reihe von Performances. In seinen Performances und Workshops bezog Sadaharu Horio das Publikum in spontane Aktivitäten ein, die häufig auf seinen Methoden basierten, eine große Anzahl von Werken in kurzer Zeit zu produzieren, und die oft in einen kollektiven kreativen Rausch ausarteten. Zu Horios Werk gehört auch die Holzschnittserie Myokonin-den (1992–2009), die in Zusammenarbeit mit seinem Kollegen Shūji Hisaka entstand, sowie eine große Anzahl von Zeichnungen, die Katastrophenszenen in und um Kōbe zeigen und die er nach dem großen Hanshin-Erdbeben im März 1995 anfertigte.